# Kosmos 2323
Kosmos 2323, ruski navigacijski satelit iz programa Kosmos. Vrste je GLONASS (Glonass br. 776, Uragan br. 82L). 
Lansiran je 14. prosinca 1995. godine u 06:10 s kozmodroma Bajkonura (Tjuratam) u Kazahstanu. Lansiran je u srednje visoku orbitu oko planeta Zemlje raketom nosačem Proton-K/DM-2 8K72K. Orbita mu je 19083 km u perigeju i 19176 km u apogeju. Orbitna inklinacija mu je 64,84°. Spacetrackov kataloški broj je 23734. COSPARova oznaka je 1995-068-A. Zemlju obilazi u 675,71 minutu. Pri lansiranju bio je mase 1400 kg. 

## Vanjske poveznice
- N2YO.com Search Satellite Database
- Celes Trak SATCAT Format Documentation (engl.)
- Kunstman  Arhivirana inačica izvorne stranice od 12. kolovoza 2019. (Wayback Machine) Satellites in Orbit (engl.)